# Saccolaimus peli
Saccolaimus peli (Temminck, 1853) è un pipistrello della famiglia degli Emballonuridi diffuso nell'Africa subsahariana.

## Descrizione

### Dimensioni
Pipistrello di grandi dimensioni, con la lunghezza totale tra 132 e 165 mm, la lunghezza dell'avambraccio tra 87 e 95 mm, la lunghezza della coda tra 26 e 42 mm, la lunghezza del piede tra 21 e 27 mm, la lunghezza delle orecchie tra 22 e 27 mm e un peso fino a 114 g.

### Aspetto
La pelliccia è corta, densa e setosa. Le parti dorsali sono solitamente nerastre, alcuni individui sono bruno-rossastri oppure brizzolati, mentre le parti ventrali sono alquanto più chiare. La testa è relativamente piatta e triangolare, il muso è conico, ricoperto di minuscoli peli, con una prominente sacca golare con l'apertura anteriore e una ghiandola sottocutanea nei maschi, mentre nelle femmine è ridotta ad una piega rudimentale. Gli occhi sono relativamente grandi. Le orecchie sono relativamente corte, triangolari, carnose, con la punta rivolta all'indietro, il bordo anteriore quasi diritto e quello posteriore convesso. Il trago è corto, largo, spatolato e con un evidente incavo alla base posteriore. L'antitrago è grande, lungo, arrotondato e si estende fino all'angolo posteriore della bocca. Le membrane alari sono nere, lunghe, strette ed ispessite. Sono privi delle sacche alari davanti al gomito. La coda è lunga e fuoriesce dall'uropatagio a circa metà della sua lunghezza. Il calcar è lungo. 

### Ecolocazione
Emette ultrasuoni sotto forma di impulsi multi-armonici a frequenza quasi costante. I suoni a frequenze più basse sono udibili anche dall'uomo e possono essere confusi con richiami sociali.

## Biologia

### Comportamento
Si rifugia nelle cavità di grossi alberi o tra le fronde di palme del genere Borassus. I maschi tendono a rimanere solitari. 

### Alimentazione
Si nutre di insetti catturati in spazi aperti a circa 5-15 metri dal suolo. Solitamente preda in gruppi di 2-4 individui.

### Riproduzione
Danno alla luce un piccolo alla volta probabilmente due volte l'anno. Femmine gravide sono state osservate a giugno, luglio e dicembre.

## Distribuzione e habitat
Questa specie è diffusa in Guinea meridionale, Liberia, Costa d'Avorio, Ghana e Nigeria meridionali, Rio Muni, Bioko, Camerun occidentale, Gabon settentrionale, Congo nord-occidentale, Repubblica Democratica del Congo, Uganda e Kenya occidentali, Angola centro-orientale.
Vive nelle foreste tropicali, foreste di palude, mangrovie, foreste montane e talvolta in boschi di miombo.

## Conservazione
La IUCN Red List, considerato il vasto areale e la popolazione presumibilmente numerosa, classifica S.peli come specie a rischio minimo (Least Concern)).